# Кічасова-Скорик Марія Олександрівна
Марія Олександрівна Кічасова-Скорик (нар. 20 липня 1993, Полтава, Україна) — українська спортсменка, веслувальниця на байдарках, 
чемпіонка Європи, призерка чемпіонатів світу та Європи.

## Кар'єра
На чемпіонаті Європи 2015 року, що проходив у чеському Рачиці, здобула срібну медаль у байдарці-четвірці на дистанції 500 метрів. На чемпіонаті світу, що був ліцензійним на Олімпійські ігри 2016, зайняла 7 місце у байдарці-четвірці, що дозволило екіпажу відібратися на турнір. Однак, в остаточний склад екіпажу, який відправився на олімпійський турнір в Ріо-де-Жанейро, спортсменка не потрапила. Після двох 4 місць, що завоювали українські байдарочниці на Олімпійських іграх, виник скандал: Анастасія Тодорова, Інна Грищун та Світлана Ахадова заявили, що екіпаж залишився без медалей через помилку тренерського штабу, який включив Марію Повх в остаточну заявку команди, а не Марію Кічасову, як наполягали спортсменки.
На чемпіонаті Європи 2017 року стала чемпіонкою Європи у парі з Анастасією Горловою на дистанції 200 метрів та виграла бронзову медаль у складі екіпажу з Анастасією Тодоровою, Марією Повх та Інною Грищун на дистанції 500 метрів.
У 2019 році на чемпіонаті Світу Сегед завоювала 2 ліцензії на Олімпійські Ігри у Токіо в байдарці-одиночці (5 місце) та байдарці-четвірці. 
2021 р. учасниця Літніх Олімпійських ігор 2020.
Також виступила на чемпіонаті Світу 2021, на чому і завершила свою карʼєру.  